# Biacou
Biacou ist eine osttimoresische Aldeia im Suco Aidabaleten (Verwaltungsamt Atabae, Gemeinde Bobonaro). 2015 lebten in der Aldeia 579 Menschen.

## Geographie
Biacou liegt im Westen des Sucos Aidabaleten. Südwestlich befindet sich die Aldeia Meguir, nordöstlich die Aldeia Sulilaran und südöstlich die Aldeia Harame. Im Süden grenzt Biacou an den Suco Leolima und im Norden erstreckt sich die Sawusee. Der Ort Biacou befindet sich an der Küste. Hier biegt die nördliche Küstenstraße in das Landesinnere ab und spaltet sich weiter südlich in zwei Straßen nach Westen und Osten. Der Lago Biacou ist ein See beim gleichnamigen Dorf.
Im Dorf Biacou befindet sich eine Grundschule. Außerdem gibt es ein traditionelles Heiliges Haus (tetum Uma Lulik) und eine künstliche Mariengrotte (Gruta). Die Kapelle Biacous ist ein einfaches, weißes Gebäude mit Giebeldach.

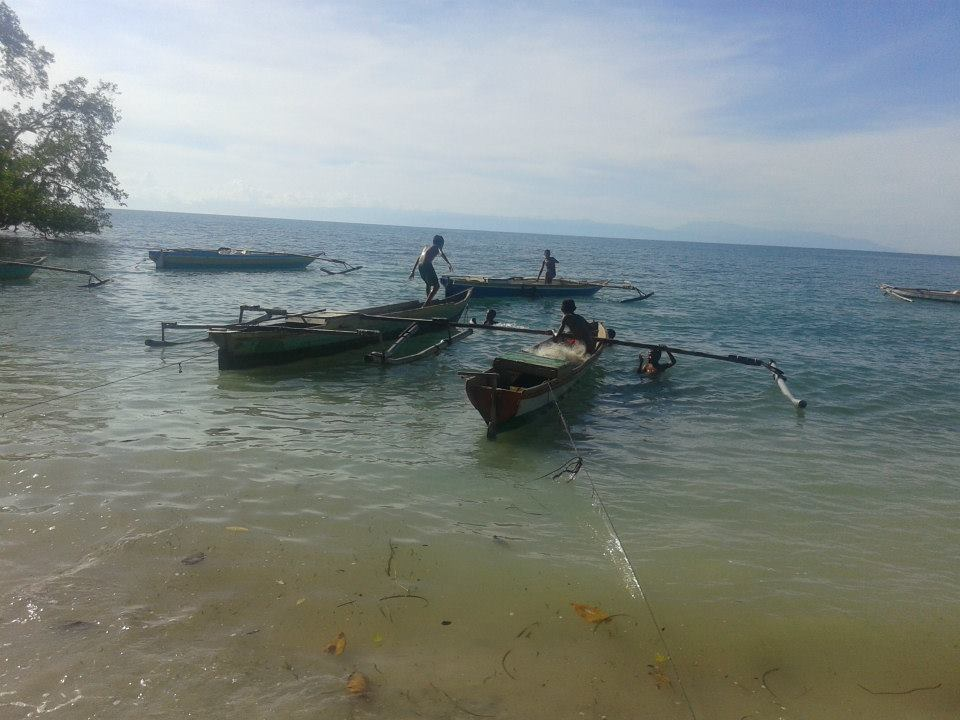
Fischerboote am Strand von Biacou
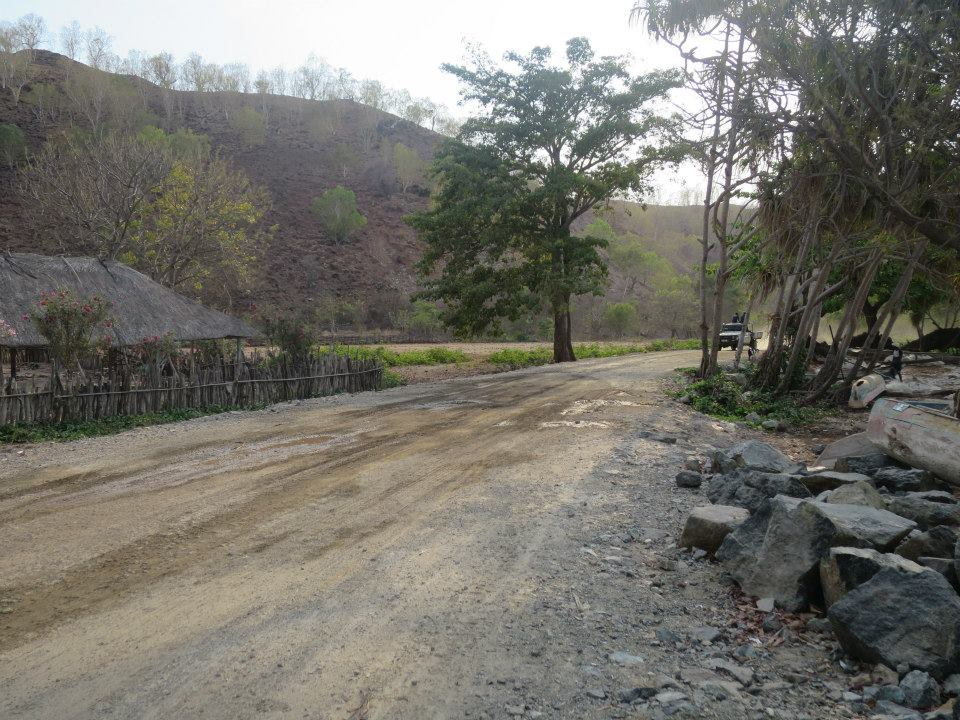
Beim Ort Biacou
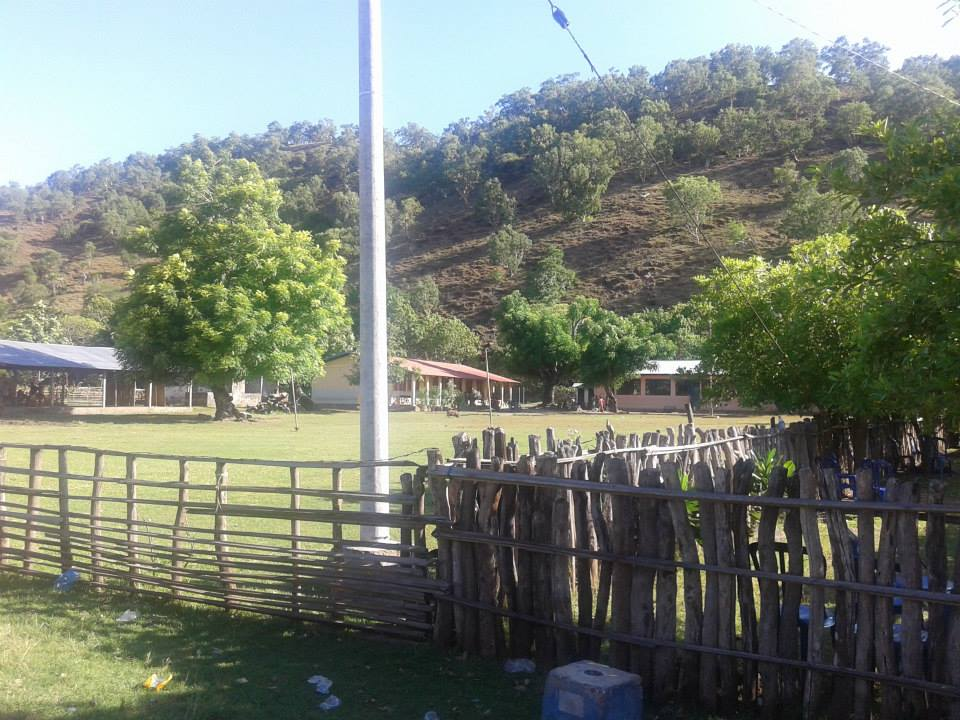
Bei der Grundschule von Biacou
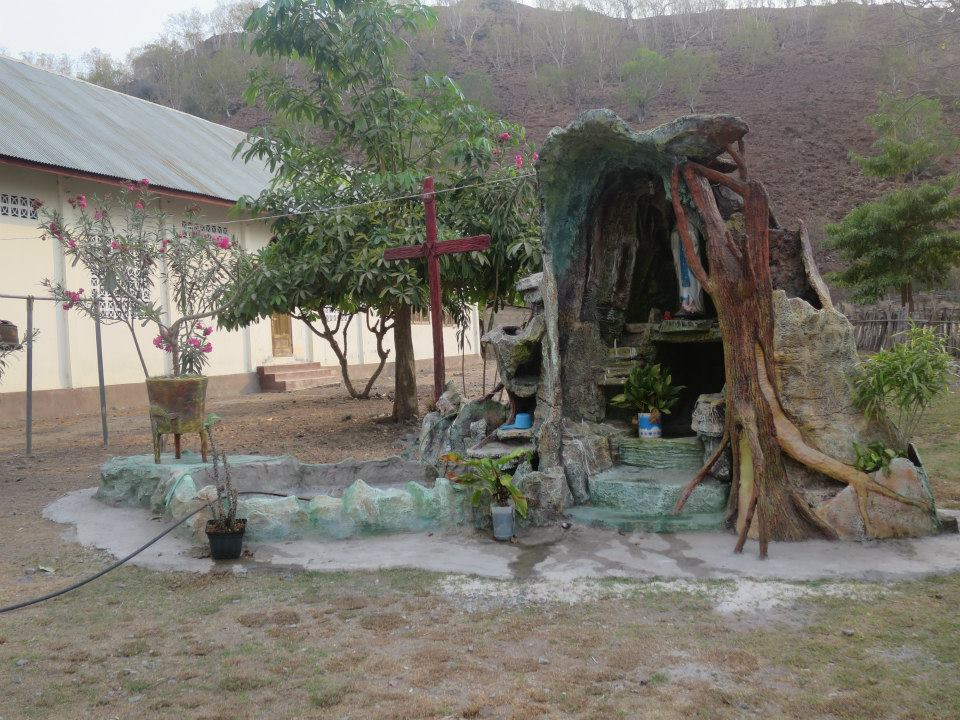
Marienstatue in Biacou
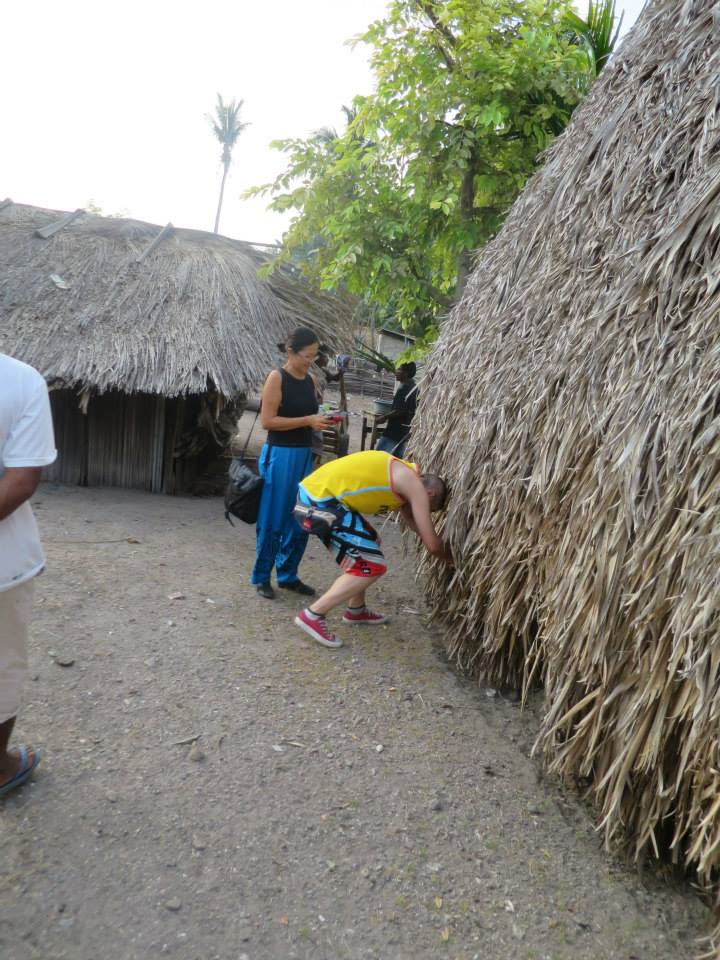
Uma Lulik in Biacou

## Politik
2023 wurde João Daci Bau zum Chefe de Aldeia gewählt.